# Ordine dell'Unione
L'Ordine dell'Unione (in olandese: Orde van de Unie), fu un ordine cavalleresco del Regno d'Olanda.

## Storia

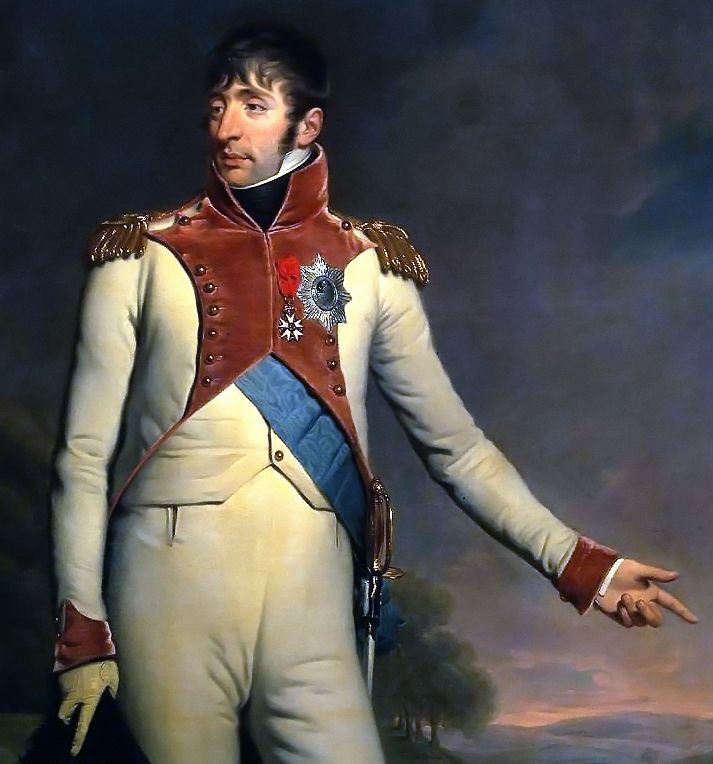
Luigi Bonaparte, re d'Olanda, particolare di un ritratto ufficiale d'epoca. Si noti sul petto la croce della Legion d'Onore (nastro rosso) e la placca e la fascia dell'Ordine dell'Unione da lui creato.

L'Ordine venne istituito per il neoeletto Luigi Bonaparte, asceso al trono olandese il 6 giugno 1806 dopo che il fratello Napoleone ebbe conquistato l'intera area della Repubblica delle Provincie Unite. Il 24 agosto 1806, con l'intento di premiare quanti si fossero prodigati a favore dello stato e quanti si fossero distinti per il mantenimento del Regno d'Olanda da poco costituito, Luigi chiese pertanto al fratello il permesso di poter fondare un ordine cavalleresco da associare alla propria corona e l'occasione fortuita fu un incontro dei due ad Aquisgrana.
Dopo l'approvazione da parte del ministero degli interni olandese, il re affidò l'incarico di disegnare il progetto della realizzazione delle decorazioni all'artista Charles Howard Hodges, il quale si avvalse anche della collaborazione del francese Jean-Baptiste Isabey, pittore di corte in Olanda.
La creazione di questo ordine, sebbene accolta come un positivo privilegio d'indipendenza da parte degli olandesi, indignò non poco Napoleone come del resto per la creazione degli altri ordini cavallereschi negli stati napoleonici che inevitabilmente dovettero nascere. Napoleone, infatti, intendeva la creazione di un ordine come una qual sorta di dichiarazione di indipendenza, mentre quegli stati dovevano sottostare alla presenza dell'impero francese e come tale impose anche al fratello Luigi di anteporre gerarchicamente a questo suo ordine l'Ordine della Legion d'Onore, la massima decorazione statale francese da lui creata.
L'Ordine cessò di esistere a partire dal 1811 quando Napoleone creò l'Ordre de la Reunion col quale si proponeva di realizzare un'unica decorazione per tutti i domini esterni ai confini della Francia propriamente detta ma comunque sottoposti all'autorità centrale.
Luigi Bonaparte, ad ogni modo, continuò a reclamare i propri diritti sull'Ordine e indossò la decorazione sulla propria uniforme sino alla propria morte nel 1842. Dopo di lui suo figlio Luigi Napoleone, poi asceso al trono imperiale francese col nome di Napoleone III, avanzò l'intenzione di rifondare l'Ordine anche a carattere privato ma la mancanza di annessione del territorio olandese alla Francia eliminò fin dall'inizio questo tentativo.

### I nomi dell'Ordine
L'Ordine olandese durante la sua breve vita, cambiò molte volte il proprio nome a seconda del significato sempre più incisivo che il governo olandese gli voleva conferire. Ecco schematizzata l'evoluzione periodica dei nomi:
- Orde van de Unie o Koninklijke Orde van Verdiensten; Ordine dell'Unione o Ordine Reale al merito (12 dicembre 1806 - 13 febbraio 1807)
- Koninklijke Orde van Holland; Ordine Reale d'Olanda (13 febbraio 1807 - 23 novembre 1807)
- Koninklijke Orde van de Unie; Ordine Reale dell'Unione (23 novembre 1807 - 6 febbraio 1808)
- Koninklijke Orde der Unie van Holland; Ordine Reale dell'Unione d'Olanda (solo nominalmente dal 6 febbraio 1808)
- Koninklijke Orde der Unie; Ordine Reale dell'Unione (6 febbraio 1808 - 1º aprile 1811)

## Gradi
Originariamente, dovendo questo essere il principale degli ordini cavallereschi olandesi, esso venne concepito con l'unica classe di Cavaliere, modificata in seguito in quattro classi di benemerenza:
- Cavaliere di Gran Croce (30 membri)
- Commendatore (50 membri)
- Cavaliere (450 membri)
- Scudiero (illimitato)

## Insegne

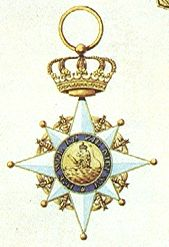
Diritto della Medaglia (prima versione)

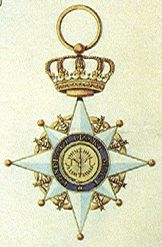
Retro della Medaglia (prima versione)

La medaglia dell'Ordine subì molte variazioni dovute essenzialmente ai diversi cambiamenti di nome e fattezze a cui venne sottoposto l'ordine.
Dal 12 dicembre 1806 al 14 febbraio 1807 la medaglia era composta da una rosa dei venti ad otto punte smaltata di bianco, bordata e pomata d'oro, circondata da un anello di api d'oro (simbolo di Napoleone) avente in centro un tondo in oro con il volto del re Luigi I d'Olanda, circondato da un anello a smalti blu con il motto "DOE WEL EN ZIE NIET OM". Il retro del tondo riportava il leone araldico olandese, circondato da un anello a smalti blu con il motto dell'Ordine "EENDRACHT MAAKT MACHT" ("L'unione fa la forza"). Il tutto era sovrastato dalla corona reale olandese in oro.
Dal 14 febbraio 1807 al 23 novembre 1807 la medaglia era composta da una rosa dei venti ad otto punte smaltata di bianco, bordata e pomata d'oro, circondata da un anello di api d'oro (simbolo di Napoleone) avente in centro un tondo in oro con il leone araldico olandese sul davanti, circondato da un anello a smalti blu con il motto "DOE WEL EN ZIE NIET OM". Il retro del tondo riportava un leone rampante, circondato da un anello a smalti blu con il motto dell'Ordine "EENDRACHT MAAKT MACHT" ("L'unione fa la forza"). Il tutto era sovrastato dalla corona reale olandese in oro.
Dal 23 novembre 1807 al 1º aprile 1811 la medaglia era composta da una rosa dei venti ad otto punte smaltata di bianco, bordata e pomata d'oro, circondata da un anello di api d'oro (simbolo di Napoleone) avente in centro un tondo in oro con un leone rampante sul davanti, circondato da un anello a smalti blu con il motto "DOE WEL EN ZIE NIET OM". Il retro del tondo riportava un leone rampante tenente un fascio di frecce in mano, circondato da un anello a smalti blu con il motto dell'Ordine "EENDRACHT MAAKT MACHT" ("L'unione fa la forza"). Il tutto era sovrastato dalla corona reale olandese in oro.
Il collare era in oro massiccio ed era costituito dalla medesima decorazione della medaglia pendente però da una catena in oro e smalti rappresentante gli stemmi di tutte le sette provincie olandesi alternate a dei fasci di frecce.
Il nastro dell'Ordine era azzurro.

## Insigniti notabili
- Maarten van der Goes van Dirxland
- Jan Hendrik van Kinsbergen
- Jan van Styrum
- Jean-Baptiste Dumonceau
- Jan Willem de Winter
- Philip Julius van Zuylen van Nijevelt
- Adriaan Pieter Twent van Raaphorst
- Egbert Lewe van Middelstum
- Herman Willem Daendels
- Jan van den Berg
- John Bruce Stewart
- Gioacchino Murat